# Russ Irwin
Russ Irwin (New York, 2 ottobre 1962) è un tastierista, chitarrista, cantante compositore statunitense noto prevalentemente per la sua collaborazione con Aerosmith, Sting, Clay Aiken e Bryan Adams.

## Carriera

### Come musicista
A metà degli anni '90, Irwin ha continuato a suonare con Mayfield, una band con Curt Smith, il cantante dei Tears for Fears, e successivamente ha collaborato come tastierista, cantante e chitarrista con Aerosmith (1997-2014), Sting, (2000–2001), Bryan Adams (2002), Kansas (2003), Cheap Trick (2012) e Joe Bonamassa (2016). Si è inoltre esibito dal vivo con Jeff Beck, John Fogerty, Jonny Lang, Duncan Sheik e Jessica Simpson.

### Come compositore
Irwin ha scritto canzoni per Aerosmith, Foreigner, Scorpions e Meat Loaf.  Irwin ha scritto e prodotto oltre 100 spot pubblicitari per marchi come AT&T e Bank of America. Nel 2012 Irwin ha co-scritto il brano degli Aerosmith What Could Have Been Love, sull'album Music From Another Dimension e la top 10 Lollipop per l'artista giapponese Lisa Hirako. Ha poi pubblicato il suo secondo album da solista Get Me Home, che includeva gli artisti ospiti Steven Tyler e Brad Whitford degli Aerosmith.

## Discografia
- Russ Irwin, 1991
- Can't Stop Loving You, 1992
- Get Me Home, 2012